# Zij vochten op de zeven zeeën
Zij vochten op de zeven zeeën is een boek geschreven door K.W.L. Bezemer, dat de verrichtingen van de Nederlandse marine in het begin van de Tweede Wereldoorlog tot de val van het eiland Java beschrijft. De eerste druk van het boek is uitgegeven in 1954 door W. de Haan NV in Zeist. Het boek bevatte naast het voorwoord van de schrijver ook een voorwoord van viceadmiraal Alfred de Booy. Bovendien heeft de eerste druk 423 bladzijden gevolgd door een lijst van intekenaren. Bij latere versies zoals de zevende druk (1983) is ook een voorwoord van oud-minister-president Piet de Jong toegevoegd.

## Inhoud
Het boek, dat 21 hoofdstukken telt, begint met een oriëntatie voor de lezer over het materiaal en staat van de Nederlandse marine. Het laatste hoofdstuk beschrijft de verrichtingen van de Nederlandse marine na de val van Java en vormt daarmee de koppeling naar het vervolg op dit boek, Verdreven doch niet verslagen dat in 1967 voor het eerst werd uitgegeven.
In het boek worden onder meer de uitwijk van de Nederlandse marine naar het Verenigd Koninkrijk in de meidagen van 1940, de verdiensten van de Jacob van Heemskerk en de Isaac Sweers, de verrichtingen van Nederlandse onderzeeboten in de Middellandse Zee, en de opmars van de Japanse strijdkrachten in Zuidoost-Azië beschreven.